# Теописка
Теописка (исп. Teopisca) — малый город в Мексике, штат Чьяпас, входит в состав одноимённого муниципалитета и является его административным центром. Численность населения, по данным переписи 2020 года, составила 20 044 человека.

## Общие сведения
Название Teopisca с языка науатль можно перевести как — дом красного вождя.
Поселение было основано в доиспанский период народом цельтали, но несколько раз переносилось на новое место из-за происходивших эпидемий.
Первое упоминание о поселении относится к 1586 году в заметках Алонсо Понсе, следовавшего через Теописку в Гватемалу.
В конце XVI века началось строительство церкви Святого Августина и завершилось в начале XVII века.
В колониальный период Теописка является большим центром, где жили испанские колонисты, что повлияло на рост поселения, появлению смешанных браков и рождению метисов.